# ليندا أديسون
ليندا أديسون (بالإنجليزية: Linda Addison)‏ هي محامية أمريكية، ولدت في 25 نوفمبر 1951.